# Расмус Елм
Расмус Кристофер Елм (на шведски: Rasmus Christoffer Elm) е бивш шведски футболист, който играе като полузащитник. Висок e 1,84 метра. Играл е за Калмар ФФ, АЗ Алкмаар и ЦСКА Москва. Дебютира за националния отбор на Швеция през 2009 г. Неговите братя Давид и Виктор са също футболисти.
От 2020 г. е помощник-треньор на отбора на Калмар.

## Клубна кариера
Расмус започва кариерата си в Калмар ФФ през януари 2005. Година по-късно към отбора се присъединява брат му Виктор, а малко по-късно и най-големият от братята – Давид. С тримата братя в състава си, Калмар става шампион на страната и носител на националната купа.
За 4 и половина години в шведското първенство, отбелязва 17 гола в 96 мача.
На 27 август 2009 Елм подписва 4-годишен договор с холандския АЗ Алкмаар. Дебютира за АЗ на 12 септември 2009 г., срещу АДО Ден Хааг (1 – 2). Бившия треньор на Швеция Ларш Лагербек казва, че Елм е вторият най-голям шведски талант след Златан Ибрахимович.
Елм се бори с контузии и болести в първите си два сезона с АЗ, след което следва сезон 2011 – 12 който е много успешен за него. През този сезон той получава няколко пъти наградата за играч на мача и получава много добри отзиви от пресата и феновете заради прекрасното си умение за вкарване на голове, подаване и изпълнение на пряк-свободни удари.
Елм вкарва 18 гола в 83 мача за АЗ, преди да напусне отбора през лятото на 2012 г.
На 30 юли 2012 Расмус подписва за три години с ЦСКА Москва. В новия си отбор получава екипа с номер 20. На 21 октомври 2012 вкарва първия гол в новия си отбор от дузпа срещу Рубин Казан (2 – 0). По време на престоя си при „армейците“ попада 2 пъти в списък „33 най-добри“ и става жизненоважен играч в състава на Леонид Слуцкий. Расмус оформя тандем в центъра на полузащитата със сънародника си Понтус Вернблум. С ЦСКА Москва Елм става двукратен шампион на Русия, носител на купата и суперкупата на страната. След края на сезон 2013/14 лекарите му окриват болест на стомаха, поради която кариерата му е поставена на карта. В края на 2014 г. разтрогва договора си с ЦСКА, за да се възстанови напълно.

## Международна кариера
Елм е капитан на отбора за младежи до 19 г. до август 2007, тъй като тогава дебютира за отбора до 21 години.
На 11 февруари 2009 той вкарва първия си гол за Швеция в приятелски мач срещу Австрия.
На 16 октомври 2012 вкарва четвъртия, изравнителен гол за Швеция в невероятния мач срещу Германия (4 – 4). Шведите губят с 4 – 0 до 62-рата минута, когато забождат първия от 3 яростни гола в немската врата, а успеха на Швеция носи именно Елм с гол в 91-вата минута.
Този мач е похвален като едни от най-великите постижения в историята на Швеция.

### Международни голове
| #  | Дата              | Стадион                    | Противник | Гол за | Резултат | Турнир                                                                      |
| -- | ----------------- | -------------------------- | --------- | ------ | -------- | --------------------------------------------------------------------------- |
| 1. | 11 февруари 2009  | UPC-Arena, Грац            | Австрия   | 1–0    | 2 – 0    | приятелски мач                                                              |
| 2. | 11 септември 2012 | Стадион Сведбанк, Малмьо   | Казахстан | 1–0    | 2 – 0    | Квалификации за Световното първенство по футбол 2014 (зона Европа, група C) |
| 3. | 16 октомври 2012  | Олимпийски стадион, Берлин | Германия  | 4–4    | 4 – 4    | Квалификации за Световното първенство по футбол 2014 (зона Европа, група C) |
| 4. | 6 февруари 2013   | Френдс Арена, Солна        | Аржентина | 2–3    | 2 – 3    | приятелски мач                                                              |